# مشرع (أحياء)

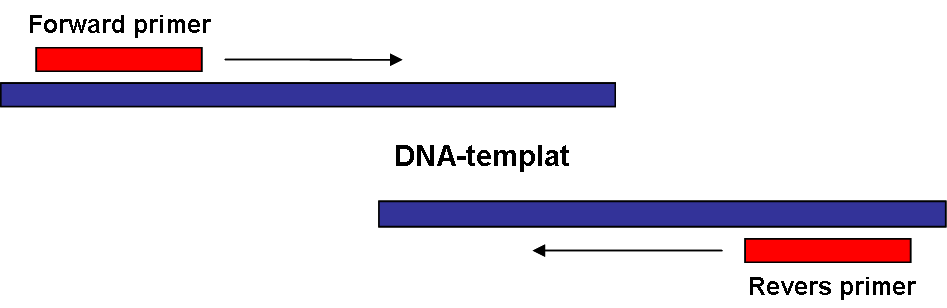

المشرع (أو البادئ) هو تسلسل من الدنا يستخدم كنقطة البداية لعملية تناسخ الدنا، وذلك لعدم قدرة أنزيمات البوليمراز على بناء سلسلة جديدة من العدم. تعتمد تقنية تفاعل البوليمراز المتسلسل على المشرعات لتكثير كمية الدنا المطلوبة.
العديد من تقنيات مختبرات الكيمياء الحيوية و الأحياء الجزيئية التي تحتاج بلمرة الدنا، مثل تسلسل الدنا, تفاعل البلمرة المتسلسل تفاعل البوليميراز المتسلسل، تتطلب وجود مشرع الدنا. هذه المشرعات تكون قصيرة، أوليغونيوكليوتيدات مصنعة كيميائيا، بطول لا يتجاوز العشرين قاعدة. وهي هجين للدنا المستهدف، الذي يتم استنساخه بالبلمرة.